# Marita Kramer
Sara Marita Kramer , född 25 oktober 2001 i Apeldoorn i Nederländerna, är en nederländskfödd österrikisk backhoppare, som ingick i det österrikiska lag som vann guld i lagtävlingen i normalbacke vid VM 2021. Kramer vann även brons i den mixade lagtävlingen i normalbacke vid samma mästerskap.
Kramer är av nederländskt påbrå och född i Nederländerna, men flyttade till Österrike med sina föräldrar när hon var sex år gammal och tävlar sedermera för Österrike då Nederländerna inte har någon satsning inom backhoppning.
I juni 2023 tog Kramer brons i normalbacke vid europeiska spelen i Kraków-Małopolska. Hon var även en del av Österrikes lag tillsammans med Jan Hörl, Jacqueline Seifriedsberger och Daniel Tschofenig som tog guld i den mixade lagtävlingen i normalbacke.